# ألكسندر ملجكوفيتش (لاعب كرة قدم)
ألكسندر ملجكوفيتش (بالسيريلية الصربية: Александар Миљковић) هو لاعب كرة قدم صربي في مركز الدفاع، ولد في 26 فبراير 1990 في بور في صربيا. شارك مع منتخب صربيا تحت 19 سنة لكرة القدم ومنتخب صربيا تحت 21 سنة لكرة القدم. أما مع النوادي، فقد لعب مع سبورتينغ براغا ونادي بارتيزان ونادي رادنيتشكي سبليت.

## وصلات خارجية
- ألكسندر ملجكوفيتش (لاعب كرة قدم) على موقع قاعدة بيانات كرة القدم.إي يو (الإنجليزية)
- ألكسندر ملجكوفيتش (لاعب كرة قدم) على موقع Soccerway.com (الإنجليزية)
- ألكسندر ملجكوفيتش (لاعب كرة قدم) على موقع عالم كرة القدم.نت (الإنجليزية)
- ألكسندر ملجكوفيتش (لاعب كرة قدم) على موقع AS.com (الإسبانية)